# Rhinella castaneotica
 (novembre 2018).
Si vous disposez d'ouvrages ou d'articles de référence ou si vous connaissez des sites web de qualité traitant du thème abordé ici, merci de compléter l'article en donnant les références utiles à sa vérifiabilité et en les liant à la section « Notes et références ».
Espèce
Synonymes
- Bufo castaneoticus Caldwell, 1991

Statut de conservation UICN

 LC  : Préoccupation mineure
Rhinella castaneotica est une espèce d'amphibiens de la famille des Bufonidae.

## Répartition
Cette espèce se rencontre en Amazonie :
- en Colombie dans le département d'Amazonas ;
- dans l'est du Pérou ;
- au Brésil dans les États du Pará, d'Amazonas et du Rondônia ;
- en Bolivie dans le département de Pando.

## Publication originale
- Caldwell, 1991 : A new species of toad in the genus Bufo from Pará, Brazil, with an unusual breeding site. Papéis Avulsos de Zoologia, vol. 37, no 26, p. 389-400.